# Quinneys
Quinneys é um filme de romance produzido no Reino Unido, dirigido por Maurice Elvey e lançado em 1927.